# Thénardier
 (octobre 2021).
Thénardier est le patronyme d'une famille « misérable » que Victor Hugo met en scène et décrit dans son roman Les Misérables (1862).
On découvre le couple aubergiste à Montfermeil quand Fantine lui confie la garde de sa fille Cosette qu'il va honteusement exploiter comme bonne à tout faire. À cette époque-là, le couple a deux petites filles, Éponine et Azelma, puis un garçon, Gavroche. Les Thénardier auront encore deux fils dont ils se débarrasseront et dont on ne connaîtra jamais les prénoms. Après la mort de Fantine, Jean Valjean soustrait Cosette à leur emprise moyennant une coquette somme d'argent. Après la faillite de leur auberge, on les retrouve à Paris se faisant passer pour la famille Jondrette, car le couple, accointé avec le milieu interlope et participant à divers faits criminels, se cache de la police tandis qu'il exploite ses filles pour pratiquer la mendicité. C'est le hasard qui mettra à nouveau la famille Thénardier en présence de Jean Valjean.

## Biographie des personnages
« Ces êtres appartenaient à cette classe bâtarde composée de gens grossiers parvenus et de gens intelligents déchus, qui est entre la classe dite moyenne et la classe dite inférieure, et qui combine quelques-uns des défauts de la seconde avec presque tous les vices de la première, sans avoir le généreux élan de l'ouvrier ni l'ordre honnête du bourgeois. C'étaient de ces natures naines qui, si quelque feu sombre les chauffe par hasard, deviennent facilement monstrueuses. Il y avait dans la femme le fond d'une brute et dans l'homme l'étoffe d'un gueux. Tous deux étaient au plus haut degré susceptibles de l'espèce de hideux progrès qui se fait dans le sens du mal. Il existe des âmes écrevisses reculant continuellement vers les ténèbres, rétrogradant dans la vie plutôt qu'elles n'y avancent, employant l'expérience à augmenter leur difformité, empirant sans cesse, et s'empreignant de plus en plus d'une noirceur croissante. Cet homme et cette femme étaient de ces âmes-là. »

— Tome I. Fantine — Livre IV : Confier c'est quelquefois livrer — Chapitre 2. Première esquisse de deux figures louches.

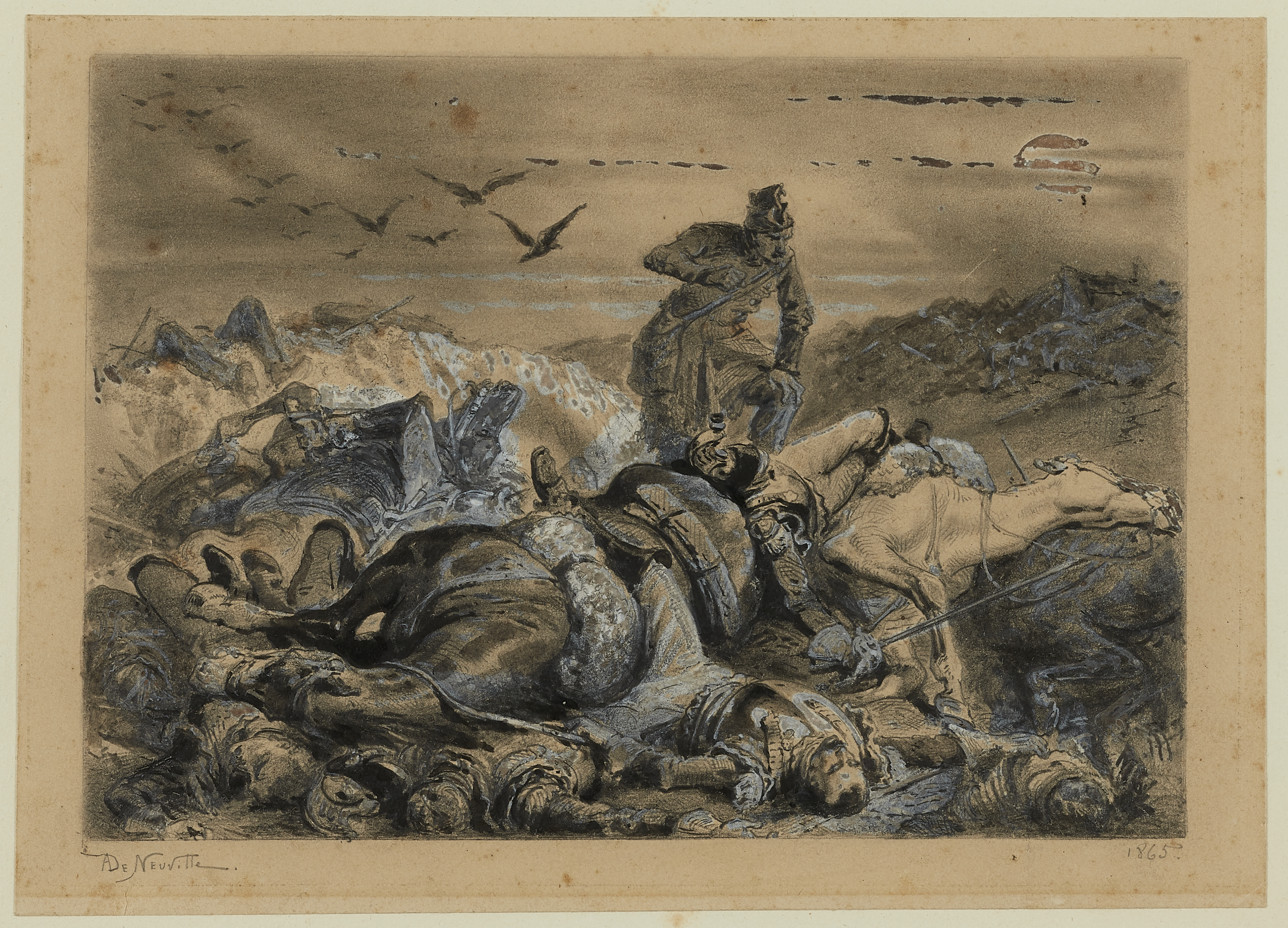
Thénardier dépouillant les cadavres sur le champ de bataille à Waterloo.
Dessin d'Alphonse de Neuville, 1865.

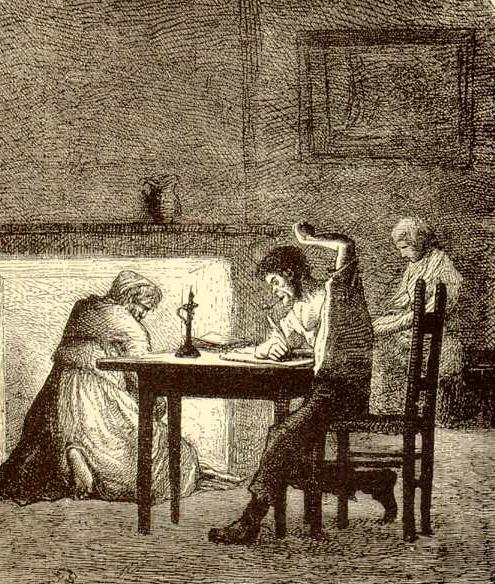
Les Thénardier, devenus « les Jondrette », dans la masure Gorbeau à Paris en février 1832.
Illustration de Gustave Brion

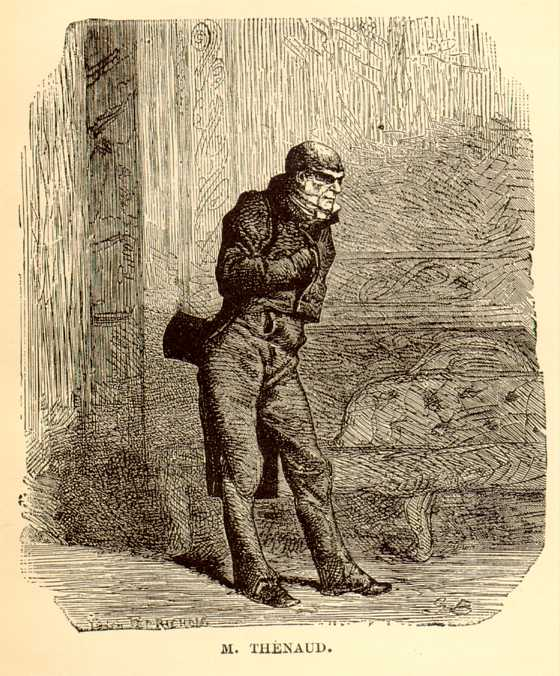
Thénardier se présentant au domicile de Marius sous le nom de « Thénard » en juin 1833.
Illustration de Gustave Brion

Cette famille occupe un rôle clé dans le roman. En effet, on fait leur connaissance assez vite (en mai 1818 dans le Tome I, Livre IV) lorsque Fantine, la mère de Cosette, passe devant leur auberge « Au sergent de Waterloo » à Montfermeil.
La famille est composée du père (né en 1773), de la mère (sans doute née entre 1783 et 1789,, décédée en 1832 en prison), des deux filles Éponine et Azelma, du petit Gavroche et de deux autres garçons encore plus jeunes (on ignorera toujours leurs prénoms) dont le couple s'est « débarrassé » lors d'une sordide transaction (la mère n'aime que ses filles, d'où son désintérêt pour Gavroche qui se trouve livré à lui-même dans la rue). Le père est un ancien soldat devenu sergent et médaillé à la bataille de Waterloo grâce à la méprise du colonel Pontmercy qui, revenu à lui alors que Thénardier était occupé à le dépouiller (comme il le faisait sur tous les cadavres du champ de bataille), a cru que celui-ci le secourait. De ce fait, Thénardier se fait passer pour un bon samaritain (ayant échappé au risque d'être pris et fusillé comme pilleur), d'où le nom de son auberge qu'il affiche comme une gloire.
Fantine ne peut pas garder son enfant, car elle retourne à Montreuil-sur-Mer, sa ville natale, pour y chercher du travail et, en 1818, une mère célibataire était rejetée par la société. Les Thénardier acceptent de prendre Cosette en pension moyennant le paiement de 7 francs par mois. Fantine « confie » un peu trop rapidement Cosette aux Thénardier après avoir aperçu la mère Thénardier attentionnée avec ses fillettes. Contrairement à la promesse qu'ils ont faite à Fantine de bien s'occuper de Cosette, ils jalousent cette jolie enfant, l'asservissent et la maltraitent. Cosette ne vit plus que dans la crainte et la tristesse tandis que le couple Thénardier réclame des sommes de plus en plus élevées à Fantine qui, pour continuer à leur verser une pension mensuelle devenue exorbitante, et après avoir perdu son emploi, vend ses cheveux et ses dents de devant, puis, à bout de ressources, va jusqu'à se faire fille publique avant de mourir en février 1823.
Leur auberge fait faillite en 1828 après que Jean Valjean a réussi à arracher Cosette à leurs griffes (en la leur achetant) pour se réfugier à Paris à la fin de l'année 1823. Les Thénardier réapparaissent à Paris (année 1830), s'étant défaits, moyennant finances, de leurs deux plus jeunes fils, et ont changé de nom, ils sont désormais la « famille Jondrette » avec leurs enfants Azelma, Éponine et Gavroche. Ils vivent d'expédients avant de devenir les pires des malfrats en s'acoquinant avec la bande Patron-Minette.
Dès le début, le couple Thénardier est décrit comme fourbe et sans scrupules, mais on peut penser que c'est un effet de la misère. Victor Hugo rend le ménage Thénardier antipathique alors qu'il s'apitoie sur leurs enfants exploités sans vergogne. Pour survivre, le couple n’hésite pas à recourir à toutes sortes de moyens criminels, du plus léger au rédhibitoire (exploitation éhontée de la pauvreté, vols, cambriolages, agressions, voire assassinat). De ce fait, la famille côtoie différents milieux interlopes (banditisme, prostitution), ce qui permet à Hugo de se pencher sur les causes sociales de ces comportements, de faire réfléchir le lecteur et de l'inciter à ne pas condamner systématiquement certains agissements (digression Le Mauvais Pauvre). Thénardier et sa fille Azelma, survivant à leur famille en juin 1833 (on ignore ce que sont devenus les deux plus jeunes fils perdus de vue durant l'insurrection de juin 1832), quittent la France pour s'expatrier aux États-Unis. L'injustice et le crime n'étant pas spécifiquement français, avec l'argent donné par Marius pour qu'ils disparaissent de leur vie (la vie de Cosette et Marius), homme de bien, l'ancien exploiteur de Fantine et de Cosette y devient trafiquant d'esclaves.
Tout au long du roman, les destins de Jean Valjean, de Cosette, de Marius, ne cessent de croiser ceux des Thénardier qui joueront, en bien et en mal, un rôle essentiel dans la vie des trois protagonistes.

## Description physique

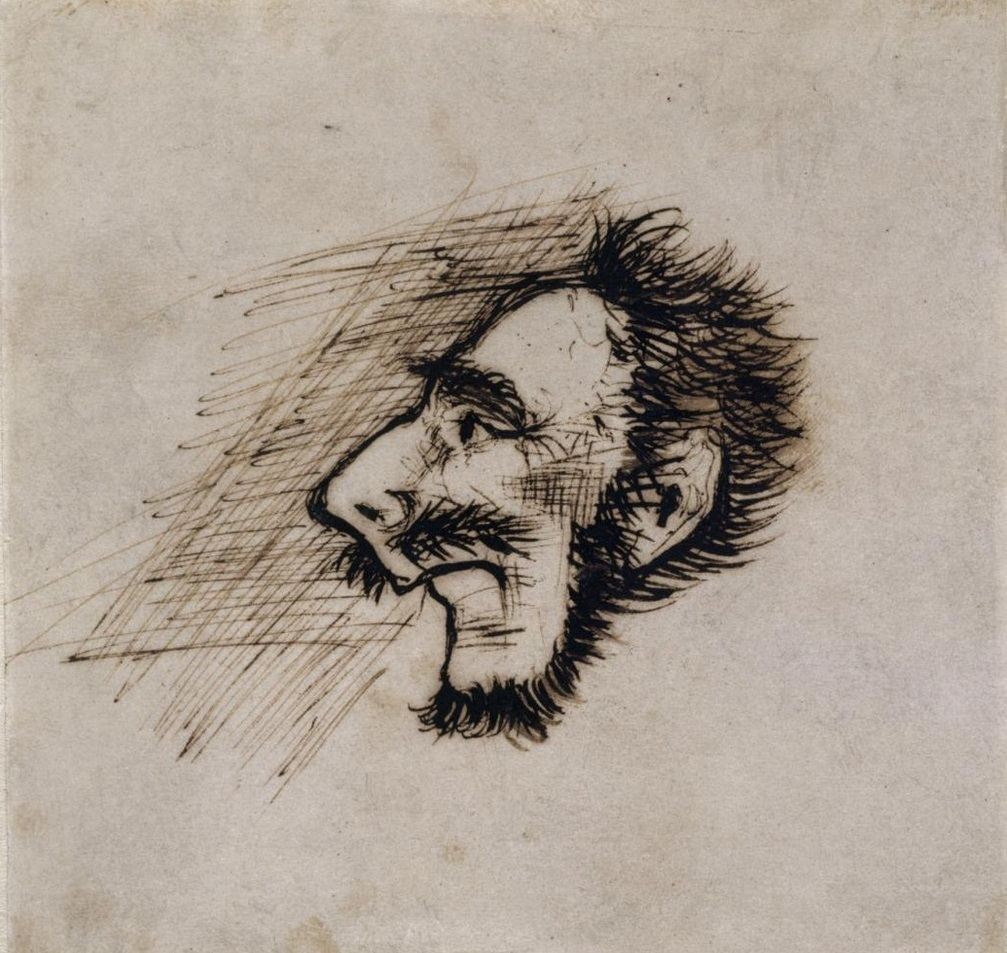
Thénardier dessiné par Victor Hugo
(maison de Victor Hugo, vers 1861-1862).

La Thénardier est décrite comme « une femme rousse, charnue, anguleuse ; le type femme-à-soldat dans toute sa disgrâce. […] C'était une minaudière hommasse. […] Sa haute taille et sa carrure de colosse ambulant propre aux foires », « Grande, blonde, grasse, charnue, carrée, énorme et agile ; elle tenait, nous l'avons dit, de la race de ces sauvagesses colosses qui se cambrent dans les foires avec des pavés pendus à leur chevelure. […] Son large visage, criblé de taches de rousseur, avait l'aspect d'une écumoire. Elle avait de la barbe ». Marius en a plus tard une vision qui explique la variation de couleur de cheveux faite par Hugo dans les tomes I et II : « C'était une espèce de géante à côté de son mari. Elle avait d'affreux cheveux d'un blond roux grisonnants qu'elle remuait de temps en temps avec ses énormes mains luisantes à ongles plats ».
Le Thénardier est décrit comme « un homme petit, maigre, blême, anguleux, osseux, chétif, qui avait l'air malade et qui se portait à merveille ; sa fourberie commençait là. […] Il avait le regard d'une fouine et la mine d'un homme de lettres ». Le portrait est complété plus tard dans le roman par l'intermédiaire de Marius qui voit « un homme d'environ soixante ans, petit, maigre, livide, hagard, l'air fin, cruel et inquiet ; un gredin hideux ». Plus loin Victor Hugo précise : « Lavater, s’il eût considéré ce visage, y eût trouvé le vautour mêlé au procureur ; l’oiseau de proie et l’homme de chicane s’enlaidissant et se complétant l’un par l’autre, l’homme de chicane faisant l’oiseau de proie ignoble, l’oiseau de proie faisant l’homme de chicane horrible. ».

## Origine
Ce nom aurait été inspiré par Louis Jacques Thénard, son contemporain et chimiste de grande renommée, qui était opposé à la réduction du temps de travail des enfants proposée par Victor Hugo,.

## Cinéma et télévision

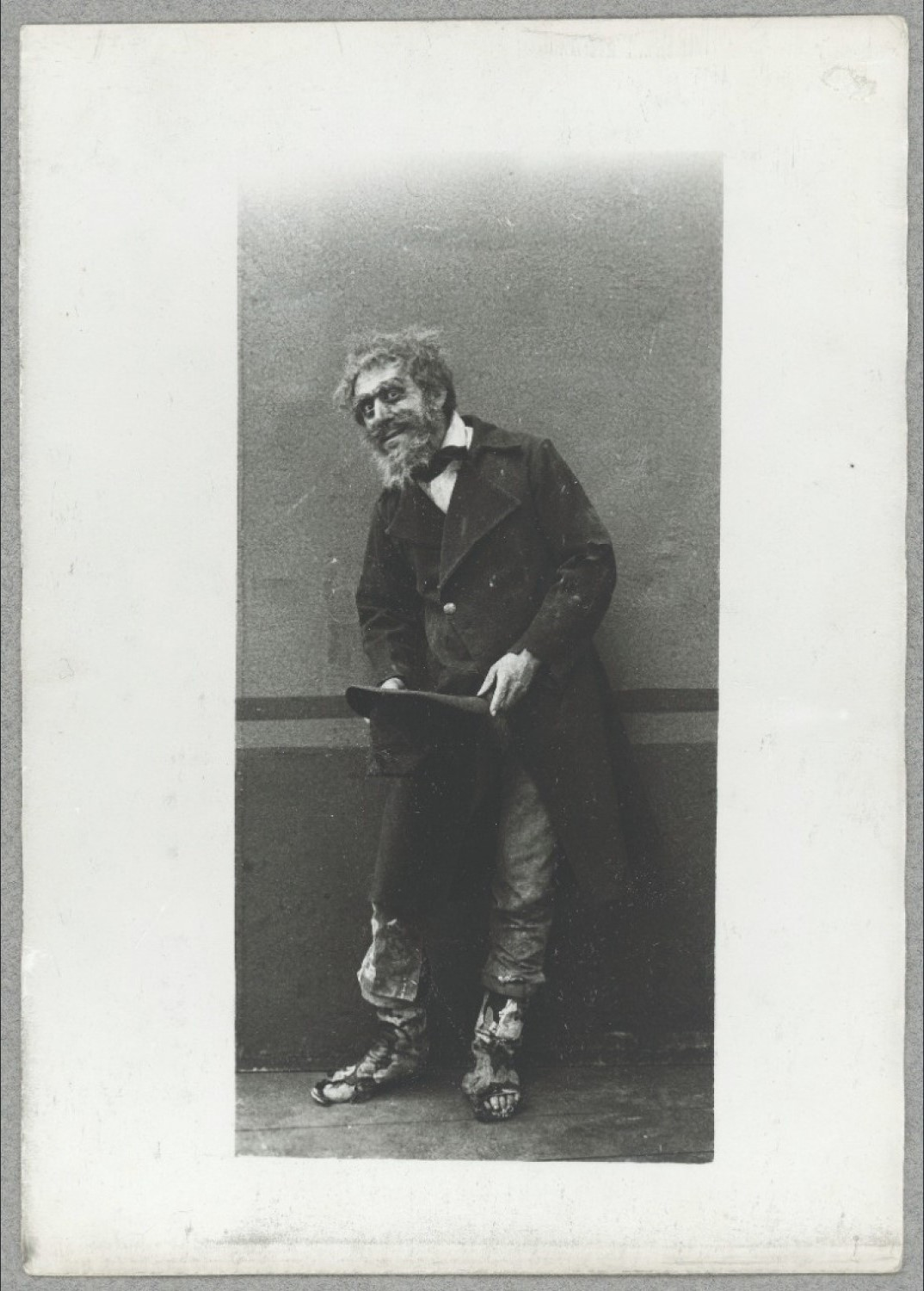
Émile Mylo interprétant Thénardier dans Les Misérables (1913), film d'Albert Capellani.

Le couple Thénardier a été notamment incarné au cinéma et à la télévision par :
- Auguste Mévisto et Eugénie Nau, 1913, version d'Albert Capellani
- Edward Elkas et Mina Ross, 1917, version de Frank Lloyd
- Georges Saillard et Renée Carl, 1925, version d'Henri Fescourt
- Charles Dullin et Marguerite Moreno, 1934, version de Raymond Bernard
- Ferdinand Gottschalk et Jane Kerr, 1935, version de Richard Boleslawski
- Luigi Pavese et Jone Romano, 1947, version de Riccardo Freda
- Bourvil et Elfriede Florin, 1958, version de Jean-Paul Le Chanois
- Alain Mottet et Micha Bayard, 1972, version TV de Marcel Bluwal
- Ian Holm et Caroline Blakiston, 1978, version de Glenn Jordan
- Jean Carmet et Françoise Seigner, 1982, version de Robert Hossein
- Gérard Hernandez et Micheline Dax (voix), 1992, version animée de Thibaut Chatel[7]
- Philippe Léotard et Annie Girardot, ainsi que Rufus et Nicole Croisille, 1995, version de Claude Lelouch
- Jon Kenny et Gillian Hanna, 1998, version de Bille August
- Christian Clavier et Veronica Ferres, 2000, version TV de Josée Dayan
- Sacha Baron Cohen et Helena Bonham Carter, 2012, version de Tom Hooper